# Dodge Township (Dubuque County, Iowa)
Die Dodge Township ist eine von 17 Townships im Dubuque County im Osten des US-amerikanischen Bundesstaates Iowa.

## Geografie
Die Dodge Township liegt im Osten von Iowa zwischen 40 und 45 km westlich von Dubuque, dem am Iowa von Illinois trennenden Mississippi gelegenen Zentrum der Region.
Die Dodge Township liegt auf 42°45′28″ nördlicher Breite und 91°05′06″ westlicher Länge und erstreckt sich über 94,78 km².
Die Dodge Township grenzt innerhalb des Dubuque County im Norden an die New Wine Township, im Nordosten an die Iowa Township, im Osten an die Taylor Township, im Südosten an die Whitewater Township und im Süden an die Cascade Township. Im Westen grenzt die Dodge Township an das Delaware County.

## Verkehr
Durch den Norden der Dodge Township verläuft in ostwestlicher Richtung der zum Freeway ausgebaute U.S. Highway 20. Gekreuzt wird dieser im Nordwesten der Dodge Township vom Iowa Highway 136, der in Nord-Süd-Richtung durch die gesamte Township führt.
Parallel zum U.S. Highway 20 verläuft eine Eisenbahnstrecke der Canadian National Railway, die von Chicago über Dubuque nach Westen führt.
Die nächstgelegenen, außerhalb der Dodge Township liegenden Flugplätze sind der rund 30 km südwestlich gelegene Monticello Regional Airport sowie der rund 40 km östlich gelegene Dubuque Regional Airport.

## Bevölkerung
Bei der Volkszählung im Jahr 2010 hatte die Township 1266 Einwohner.
Innerhalb der Dodge Township gibt es drei selbstständige Gemeinden, die jede den Status „City“ hat:
- Dyersville1
- Farley2
- Worthington

1 – überwiegend in der New Wine Township und im Delaware County

2 – überwiegend in der Taylor Township